# Passionfruit
«Passionfruit» es una canción grabada por el artista canadiense Drake de su mixtape, More Life (2017). La canción fue escrita por Drake junto con el productor y compositor británico Nana Rogues, y tiene voces adicionales de Zoë Kravitz. «Passionfruit» fue publicado el 28 de marzo de 2017, como el segundo sencillo lanzado de More Life después de «Fake Love». La banda estadounidense Paramore, realizó un cover para la estación de radio BBC Radio 1.

## Composición
«Passionfruit» se ha caracterizado como house tropical, R&B, pop, y dancehall. Se interpreta en la tonalidad de Sol♯ menor en tiempo común con un tempo de 112 pulsaciones por minuto. La voz de Drake abarca desde F♯2 a G♯3.

## Rendimiento comercial
«Passionfruit» introdujo la parte superior diez de los posicionamientos en listas en Nueva Zelanda,  el Reino Unido, y los Estados Unidos.

## Posicionamiento en listas
| Listas (2017)                             | Mejor posición |
| ----------------------------------------- | -------------- |
| Australia (ARIA)                          | 4              |
| Alemania (Offizielle Deutsche Charts)     | 18             |
| Austria (Ö3 Austria Top 40)               | 25             |
| Bélgica (Flandes) (Ultratop 50)           | 7              |
| Bélgica (Valonia) (Ultratop 50)           | 21             |
| Canadá (Canadian Hot 100)                 | 2              |
| Colombia (National-Report)                | 74             |
| Dinamarca (Tracklisten)                   | 5              |
| Escocia (Scottish Singles Sales Chart)    | 19             |
| Eslovaquia (Singles Digitál Top 100)      | 14             |
| España (Top 100 Canciones)                | 26             |
| Estados Unidos (Billboard Hot 100)        | 8              |
| Estados Unidos (Adult Top 40)             | 39             |
| Estados Unidos (Hot Dance Club Songs)     | 34             |
| Estados Unidos (Dance/Mix Show Airplay)   | 26             |
| Estados Unidos (Hot R&B/Hip-Hop Songs)    | 5              |
| Estados Unidos (Mainstream Top 40)        | 15             |
| Estados Unidos (Rhythmic)                 | 1              |
| Francia (SNEP)                            | 7              |
| Hungría (Single Top 40)                   | 37             |
| Hungría (Stream Top 40)                   | 15             |
| Irlanda (IRMA)                            | 4              |
| Italia (FIMI)                             | 19             |
| Malasia (RIM)                             | 15             |
| México Mexico Airplay (Billboard)         | 33             |
| Países Bajos (Dutch Top 40)               | 13             |
| Países Bajos (Mega Single Top 100)        | 6              |
| Nueva Zelanda (Recorded Music NZ)         | 2              |
| Noruega (VG-lista)                        | 21             |
| Portugal (AFP)                            | 6              |
| Suecia (Sverigetopplistan)                | 7              |
| Suiza (Schweizer Hitparade)               | 12             |
| Reino Unido (UK Singles Chart)            | 3              |
| Reino Unido (UK R&B Chart)                | 1              |
| República Checa (Singles Digitál Top 100) | 17             |

| Lista (2017)                                     | Posición |
| ------------------------------------------------ | -------- |
| Australia (ARIA)                                 | 66       |
| Bélgica (Ultratop Flanders)                      | 68       |
| Canadá (Canadian Hot 100)                        | 33       |
| Dinamarca (Track Top-40)                         | 36       |
| Estados Unidos Billboard Hot 100                 | 65       |
| Estados Unidos Hot R&B/Hip-Hop Songs (Billboard) | 31       |
| Estados Unidos Rhythmic (Billboard)              | 23       |
| Francia (SNEP)                                   | 122      |
| Hungría (Stream Top 40)                          | 93       |
| Nueva Zelanda (Dutch Top 40)                     | 79       |
| Nueva Zelanda (Single Top 100)                   | 64       |
| Portugal (AFP)                                   | 57       |
| Suecia (Sverigetopplistan)                       | 90       |
| Suiza (Schweizer Hitparade)                      | 91       |
| Reino Unido (Official Charts Company)            | 30       |

## Certificaciones
| País           | Organismo certificador | Certificación | Ventas certificadas | Ref.   |
| -------------- | ---------------------- | ------------- | ------------------- | ------ |
| Australia      | ARIA                   | 2× Platino    | 140 000             | [ 61 ] |
| Alemania       | BVMI                   | Oro           | 200 000             | [ 62 ] |
| Bélgica        | BEA                    | Oro           | 10 000              | [ 63 ] |
| Dinamarca      | IFPI Dinamarca         | Platino       | 90 000              | [ 64 ] |
| Estados Unidos | RIAA                   | 3× Platino    | 3 000               | [ 65 ] |
| Francia        | SNEP                   | Platino       | 133 333             | [ 66 ] |
| Italia         | FIMI                   | Platino       | 50 000              | [ 67 ] |
| Nueva Zelanda  | RIANZ                  | Oro           | 15 000              | [ 68 ] |
| Portugal       | AFP                    | Platino       | 10 000              | [ 69 ] |
| Reino Unido    | BPI                    | 2× Platino    | 1 200 000           | [ 70 ] |

## Realización histórica
| Región         | Fecha               | Formato               | Disquera(s)                        | Ref.  |
| -------------- | ------------------- | --------------------- | ---------------------------------- | ----- |
| Estados Unidos | 28 de marzo de 2017 | Rítmico contemporáneo | Young Money, Cash Money y Republic | [ 1 ] |